# Motorový vůz M 120.5
Motorové vozy řady M 120.5 vyrobila v roce 1934 ve dvou kusech brněnská Královopolská strojírna pro Frýdlantské okresní dráhy. Z provozu byly vyřazeny ve druhé polovině 40. let a začátkem 50. let 20. století.

## Konstrukce
Vozy řady M 120.5 měly neobvykle uspořádaný pojezd. Vzhledem k požadavku na nízké nápravové tlaky byla vozidla třínápravová. Vozová skříň byla usazena na dvounápravovém nehnaném podvozku a jednom hnacím dvojkolí. Pohon zajišťoval naftový osmiválcový motor, přenos výkonu na nápravu byl elektrický. V interiéru byl vůz rozdělen na první stanoviště strojvedoucího, zavazadlový prostor, nástupní prostor, velkoprostorový oddíl 3. třídy pro cestující a druhé stanoviště strojvedoucího. Čela vozu byla průchozí.

## Vývoj, výroba provoz
Frýdlantské okresní dráhy objednaly v roce 1932 u Královopolské dva motorové vozy pro svoje místní železniční tratě. Vozy s označením M 120.501 a 502 byly vyrobeny v roce 1934 a na sever Čech dodány v červnu téhož roku. V provozu byly do konce roku 1939, od podzimu 1938 ale již pod hlavičkou Deutsche Reichsbahn, jimž vozy připadly při odstoupení pohraničí Československem. Deutsche Reichsbahn vozy přeznačily na řadu VT 136.3. V období 1940–1945 byly vozy kvůli nedostatku pohonných hmot odstaveny. Po válce byly opět nasazeny do provozu, ale vůz M 120.502 v roce 1946 vyhořel (zřejmě kvůli vadné elektroinstalaci). Druhý motorový vůz jezdil až do konce roku 1950, vzhledem k různým poruchám ale byl často odstaven. Zrušen byl v roce 1951.
K 1. prosinci 1948 byl zrušen vůz M 120.502 a přibližně o rok později – 11. listopadu 1949 – potkal stejný osud i vůz M 120.501.